# Ромен Данзе
Ромен Данзе (фр. Romain Danzé, нар. 3 липня 1986, Дуарнене) — французький футболіст, півзахисник, який протягом усієї професіональної кар'єри виступав за «Ренн».

## Ігрова кар'єра
Вихованець академії клубу «Ренн», за яку дебютував у дорослому футболі 2006 року та кольори якої протягом усіх 13 років професіональної кар'єри. З командою був фіналістом Кубка Франції в 2009 і 2014 роках, а також фіналістом Кубка ліги 2013 року, а в останній рік своєї кар'єри підняв кубок Франції. З 376 іграми за «Ренн» посів друге місце за кількістю матчів за бретонський клуб за всю його історію, поступаючись лише Іву Буте (394).
Зазнавши важкої травми коліна восени 2018 рік, пропустив весь сезон 2018/19, після чого у травні 2019 вирішив завершити спортивну кар'єру у віці 32 років.

## Статистика виступів

### Статистика клубних виступів
| Сезон                          | Команда                        | Чемпіонат                      | Чемпіонат | Чемпіонат | Національний кубок | Національний кубок | Національний кубок | Континентальні кубки | Континентальні кубки | Континентальні кубки | Усього | Усього |
| Сезон                          | Команда                        | Ліга                           | Ігор      | Голів     | Ліга               | Ігор               | Голів              | Ліга                 | Ігор                 | Голів                | Ігор   | Голів  |
| ------------------------------ | ------------------------------ | ------------------------------ | --------- | --------- | ------------------ | ------------------ | ------------------ | -------------------- | -------------------- | -------------------- | ------ | ------ |
| 2006–07                        | «Ренн»                         | Л1                             | 20        | 1         | КФ+КЛ              | 0+1                | 0+0                | -                    | -                    | -                    | 21     | 1      |
| 2007–08                        | «Ренн»                         | Л1                             | 10        | 0         | КФ+КЛ              | 1+0                | 0+0                | КУЄФА                | -                    | -                    | 11     | 0      |
| 2008–09                        | «Ренн»                         | Л1                             | 26        | 2         | КФ+КЛ              | 5+0                | 1+0                | КУЄФА+I              | 4+2                  | 0                    | 36     | 2      |
| 2009–10                        | «Ренн»                         | Л1                             | 32        | 2         | КФ+КЛ              | 3+1                | 0+1                | -                    | -                    | -                    | 36     | 3      |
| 2010–11                        | «Ренн»                         | Л1                             | 38        | 1         | КФ+КЛ              | 3+0                | 0+0                | -                    | -                    | -                    | 41     | 1      |
| 2011–12                        | «Ренн»                         | Л1                             | 32        | 1         | КФ+КЛ              | 4+1                | 0+0                | ЛЄ                   | 7                    | 0                    | 44     | 1      |
| 2012–13                        | «Ренн»                         | Л1                             | 32        | 1         | КФ+КЛ              | 4+1                | 0+0                | -                    | -                    | -                    | 37     | 0      |
| 2013–14                        | «Ренн»                         | Л1                             | 35        | 0         | КФ+КЛ              | 5+0                | 0+0                | -                    | -                    | -                    | 40     | 0      |
| 2014–15                        | «Ренн»                         | Л1                             | 31        | 0         | КФ+КЛ              | 2+2                | 0+0                | -                    | -                    | -                    | 35     | 0      |
| 2015–16                        | «Ренн»                         | Л1                             | 21        | 0         | КФ+КЛ              | 2+1                | 0+0                | -                    | -                    | -                    | 24     | 0      |
| 2016–17                        | «Ренн»                         | Л1                             | 35        | 0         | КФ+КЛ              | 1+0                | 0+0                | -                    | -                    | -                    | 36     | 0      |
| 2017–18                        | «Ренн»                         | Л1                             | 12        | 0         | КФ+КЛ              | 1+2                | 0+0                | -                    | -                    | -                    | 15     | 0      |
| 2018–19                        | «Ренн»                         | Л1                             | 0         | 0         | КФ+КЛ              | -                  | -                  | ЛЄ                   | 0                    | 0                    | 15     | 0      |
| Усього за «Ренн» та за кар'єру | Усього за «Ренн» та за кар'єру | Усього за «Ренн» та за кар'єру | 324       | 8         |                    | 39                 | 2                  |                      | 13                   | 0                    | 376    | 10     |

## Титули і досягнення
- Володар Кубка Франції (1):

«Ренн»: 2018-19